# Estheria bucharensis
Estheria bucharensis är en tvåvingeart som först beskrevs av Kolomiets 1974.  Estheria bucharensis ingår i släktet Estheria och familjen parasitflugor. Inga underarter finns listade i Catalogue of Life.